# Roman in Moscow
"Roman in Moscow" é uma canção da rapper e compositora trinidiana-americana Nicki Minaj. A gravação foi liberada em 2 de dezembro de 2011 pela editora discográfica Young Money. A música tinha previsão de estreia entre os dias 3 e 9 de dezembro, porém Minaj decidiu lançá-la antecipadamente pelo iTunes e por seu My Space oficial.
A produção da música ficou por conta de StreetRunner, um premiado produtor de Rap que já produziu gravações para Lil Wayne, Birdman e Juelz Santana. Há também a co-produção de SAROM, que já dividiu a produção em outras ocasiões com StreetRunner.

## Contexto e lançamento
Roman in Moscow foi confirmado para ser o primeiro single do segundo álbum de estúdio de Nicki, Pink Friday: Roman Reloaded. O single precede o álbum e foi anunciado pela própria rapper via Twitter em 2 de Dezembro de 2011 às 1:00 PM. Um dia antes da estreia oficial do single, Minaj escreveu em sua contra no website: "Roman lançará sua prévia amanhã no iTunes. Ela se chama 'Roman in Moscow' às 1 PM". O lançamento oficial estava previsto para após o single I'm the Best, que seria o último single do álbum Pink Friday antes do fim dos trabalhos com o mesmo. Minaj explicou que a faixa é a "volta de Roman Zolanski" (um de seus alter-egos), que é o tema principal do trabalho todo.
Em entrevista à MTV News durante o Billboard's Women In Music, a cantora declarou:
| “ | A faixa é como uma prévia do álbum Pink Friday: Roman Reloaded. Quando digo que a canção é uma prévia, é como se fosse o trailer de um filme que quer dar uma ideia geral a partir da superfície. Este single é a coisa mais pesada do Pink Friday: Roman Reloaded. | ” |

## Capa
A capa do single possui um fundo vermelho com os nomes "Nicki Minaj" e "Roman in Moscow", escrito em letras pretas, de forma impactante. O nome de Nicki aparece levemente riscado e ao lado é possível observar um selo de cor preta escrito: "ADVISORY". Uma versão alternativa da capa foi lançada e mostra novamente um fundo vermelho e o rosto de Nicki no centro com uma expressão raivosa e os nomes dela no lado esquerdo e o do single no direito. Outras capas alternativas também foram lançadas, apresentando a artista ao lado do título do single em várias posições. A rapper colocou a capa oficial do single como a sua imagem de perfil de seu Twitter.

## Composição
"Roman in Moscow" é uma canção de Hip Hop com tendências de R&B. A canção abre com a voz de Minaj cantando: I’m big bully no bike gear / I told you b-tches last year / I'm a rap bitch nightmare / That's why I call you buzz lightyear / Cause by the time you start buzzin. Depois do primeiro verso, Nicki inicia o segundo verso cantando: Hum, hum, done the prayer / B-b-b-bitch I ball, underwear / Hum, hum, done the prayer / Did I tell them that I ball, underwear / Okay roman, Y'all want the full roman? A canção se inicia ao som do piano seguido de batidas fortes de tambores. Segundo informações, foram efetuadas oito versões desta faixa até que se pudesse chegar a escolhida por Nicki e por seus Networks. A versão escolhida foi gravada pela artista em Outubro e a produção completa durou um mês, até a mixagem final. A letra se diferencia de canções como "Your Love", "Super Bass" e "Right Thru Me", por apresentar uma temática mais séria e pesada. Tal diferença pode ser notada no final do segundo verso quando Nicki apresenta os versos: Yeah ain't no motherf---in' prayers bitch, ain't no motherf---in' hook, ain't no motherf---in' third motherf---in' verse/ Roman's back, bitch / I f---ed up your life last year this time, remember that?

## Recepção
Rob Markman da Mixtape Daily disse que a canção é "shut-the-game-down" e completou dizendo que "qualquer DJ no rádio que só quer soltar bombas, tem a bomba certa nas mãos".

## Video Musical

### Antecedentes e desenvolvimento
Em entrevista à MTV durante o evento Billboard Women in Music, Nicki disse que irá filmar o vídeo de "Roman in Moscou" em breve. Ela comentou o conceito do vídeo: "Bem, [Roman] estava lá em Moscou secretamente porque Martha queria que ele estivesse lá, então eles o colocaram nessa coisa de monges e freiras; estavam tentando reabilitá-lo. Não posso contar exatamente o que acontece, você verá isso em formato de vídeo, mas digamos que ele vai sair de lá. O videoclipe vai ser filmado logo mais"."
O clipe é uma sequela do vídeo de "Moment 4 Life", onde Nicki conversa com a mãe de Roman, Martha Zolanski, sobre seu filho ter sido enviado para um colégio interno, a fim de reabilitá-lo.

## Desempenho nas tabelas musicais
Após o lançamento de "Roman in Moscow", estreou na 64ª posição da tabela musical da Billboard Hot 100 nos Estados Unidos. No iTunes Store, chegou a terceira posição na parada de singles de Hip-Hop/Rap com um alto número de descargas digitais. No Reino Unido, a canção debutou na 84ª colocação da parada de singles gerais e na 22ª posição na parada de singles de R&B na semana de 17 de Dezembro de 2011.

### Posições
| Tabelas musicais (2011)            | Melhor posição |
| ---------------------------------- | -------------- |
| Estados Unidos - Billboard Hot 100 | 64             |
| Reino Unido - UK Singles Chart     | 84             |
| Reino Unido - UK R&B Singles Chart | 22             |

## Histórico de lançamento
| Região         | Lançamento            | Formato          |
| -------------- | --------------------- | ---------------- |
| Estados Unidos | 2 de Dezembro de 2011 | Download digital |
| Reino Unido    | 2 de Dezembro de 2011 | Download digital |
| Alemanha       | 2 de Dezembro de 2011 | Download digital |